# 備前赤崎駅
備前赤崎駅（びぜんあかさきえき）は、かつて岡山県倉敷市児島赤崎一丁目に存在した下津井電鉄下津井電鉄線の駅（廃駅）である。

## 概要
駅周辺には学生服・作業服・ジーンズなどを作る被服工場が多くあり通勤客の需要もあったが、モータリゼーションの進行による乗客の減少のため、1991年（平成3年）1月1日に下津井電鉄線と共に廃止された。なお、駅名標のローマ字は「Bijenakasaki」であった。

## 歴史
- 1912年（明治45年）2月9日：工事施工認可。仮駅名は赤崎であった[1]。
- 1913年（大正2年）11月4日：停車場名称変更届で塩田と変更される[1]。
- 1914年（大正3年）3月15日：下津井電鉄線味野町（後の児島） - 下津井間の開業と同時に赤崎村駅（あかさきむら）として開業[1]。
  - 当時の所在地表示は岡山県児島郡赤崎村赤崎であった[2]。
- 1917年（大正6年）10月31日届出：駅員常置を廃止し、乗車券販売を近くの運送店主に委託。貨物は味野町管理となる[1]。
- 1928年（昭和3年）2月6日届出：行き違い可能駅となり、対向ホームと場内信号機を設置[1]。
- 1935年（昭和10年）
  - 1月1日：赤崎村が町制施行して赤崎町となり、所在地表示が岡山県児島郡赤崎町赤崎となる[2]。
  - 1月10日：備前赤崎駅に改称[1]。
- 1941年（昭和16年）
  - 2月10日届出：駅舎改築[1]。
  - 2月11日：赤崎町が味野町と合併し、所在地表示が岡山県児島郡味野町赤崎となる[2][3]。
- 1948年（昭和23年）4月1日：児島市成立に伴い、所在地表示が岡山県児島市赤崎となる[2]。
- 1950年（昭和25年）10月6日：電化に合わせて変電所が設置される[1]。
- 1966年度：変電所と駅の要員を統合[1]。
- 1967年（昭和42年）2月1日：倉敷市（第2次）成立に伴い、所在地表示が岡山県倉敷市児島赤崎となる[2]。
- 1970年（昭和45年）：住居表示の実施により、所在地表示が現行のものになる[2][4]。
- 1972年（昭和47年）
  - 4月1日：茶屋町 - 児島間廃止。行き違い廃止、駅員無人化[1]。
  - 10月1日：交換設備を撤去[3]。
- 1991年（平成3年）1月1日：児島 - 下津井間の廃止と同時に備前赤崎駅も廃止される。

## 駅構造

### 1972年部分廃止前
相対式ホーム2面2線を持つ地上駅。下りホーム側に駅本屋と貨物側線を有していた。部分廃止までは閉塞の取り扱いを行う駅員配置駅であった。
| のりば | 路線         | 方向 | 行先             |
| ------ | ------------ | ---- | ---------------- |
| 1      | 下津井電鉄線 | 下り | 下津井方面       |
| 2      | 下津井電鉄線 | 上り | 児島・茶屋町方面 |

### 1972年部分廃止後
無人化時に交換設備を廃止し、単式ホーム1面1線となっていた。廃止された旧上りホームは廃線時までそのまま残存していた。木造の駅舎があったが、無人化後は出札窓口を板で塞いで使用停止しており、実質待合室としての機能のみ残っていた。また駅舎のそばには公衆トイレもあった。

## 駅周辺
- ジョンブル本社（ジーンズ製造業）
- 岡山県児島警察署
- 児島赤崎郵便局
- 倉敷市立赤崎小学校
- 山陽マルナカ児島店

## 廃止後
- 児島 - 下津井間の線路敷は「風の道」と呼ばれる自転車道として整備され、当駅跡には現役時を偲ばせる駅名標をかたどった碑が設置されている。

## ギャラリー

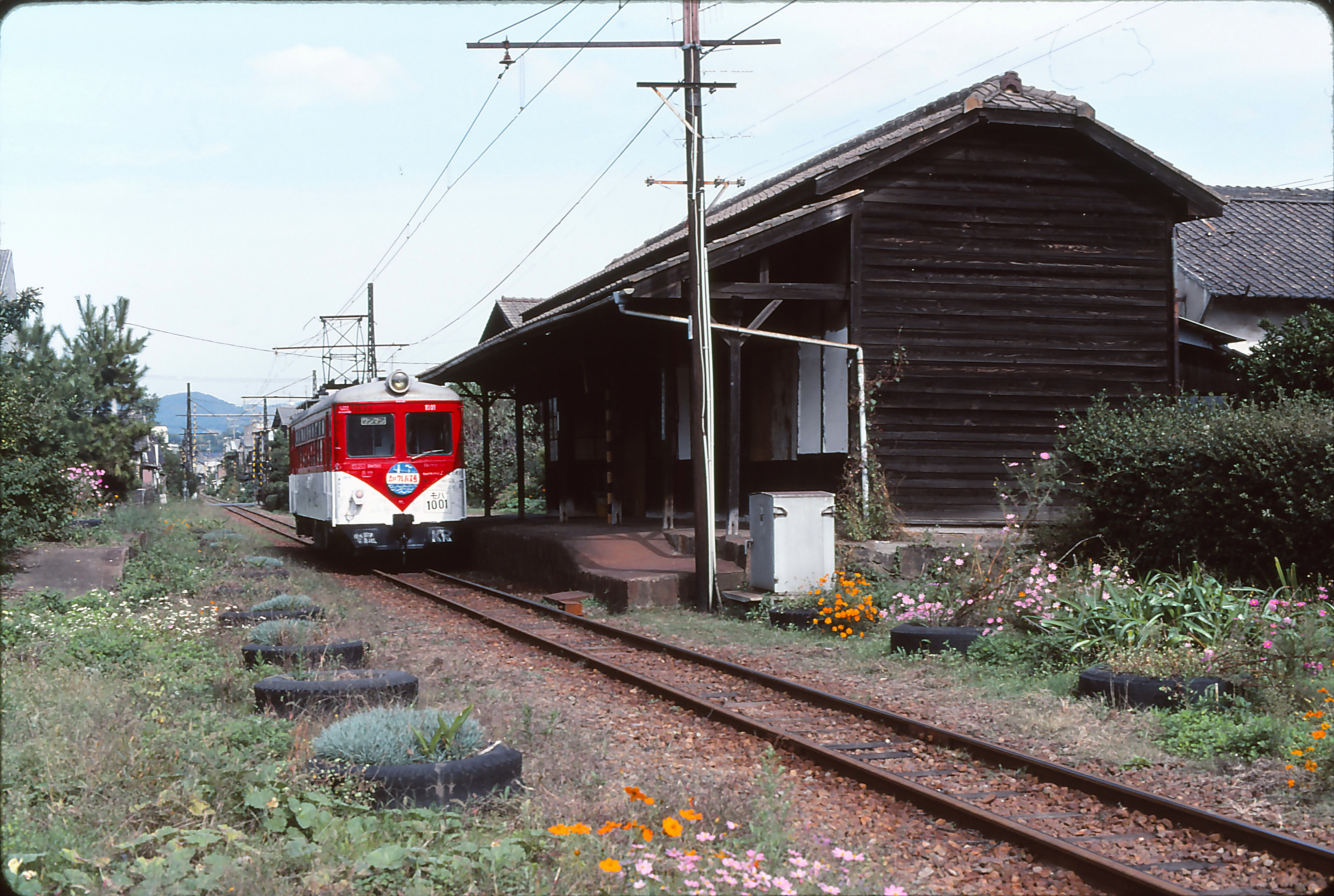
備前赤崎駅に停車中の赤いクレパス号（1990年）
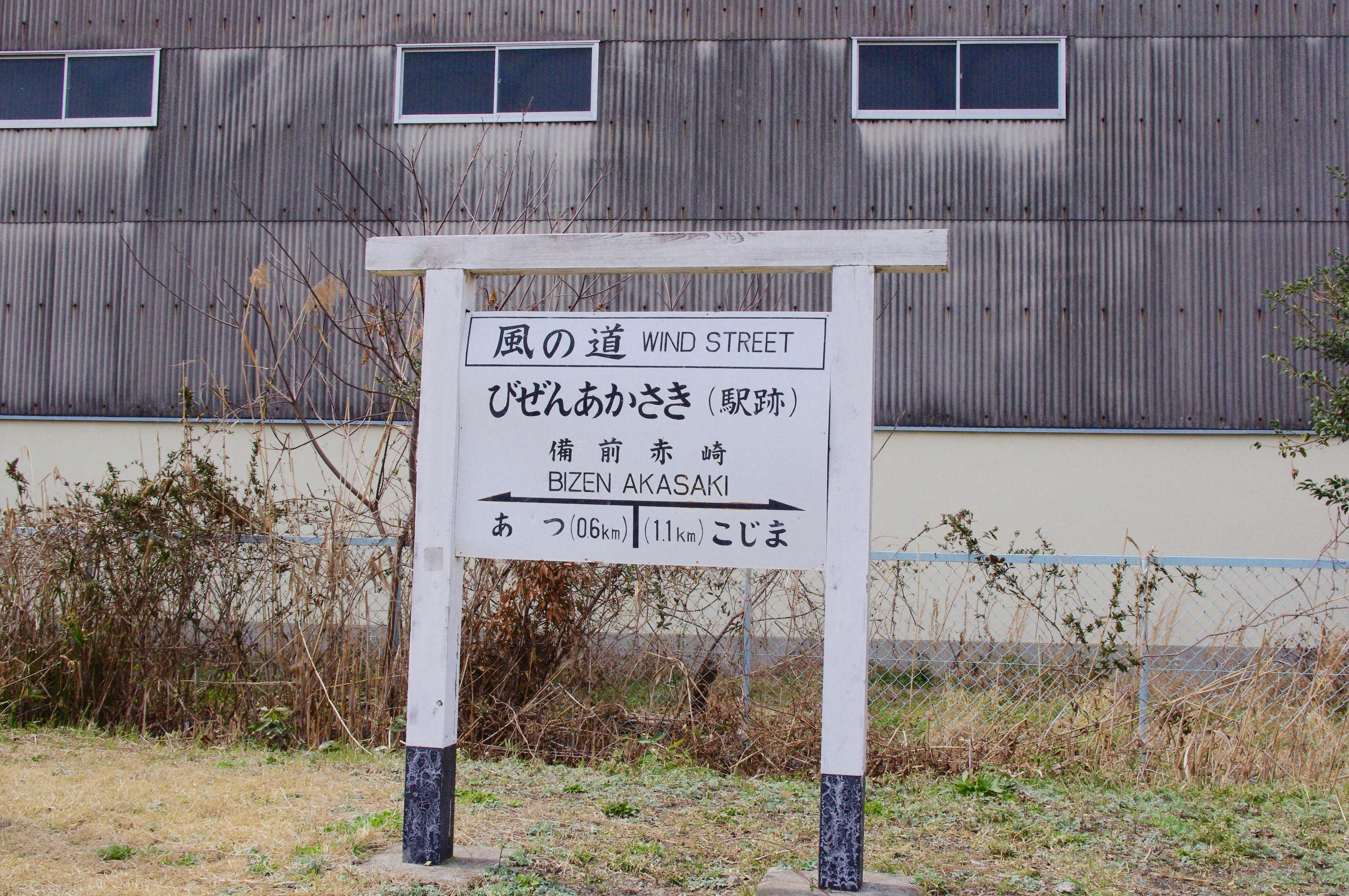
備前赤崎駅跡（2016年）
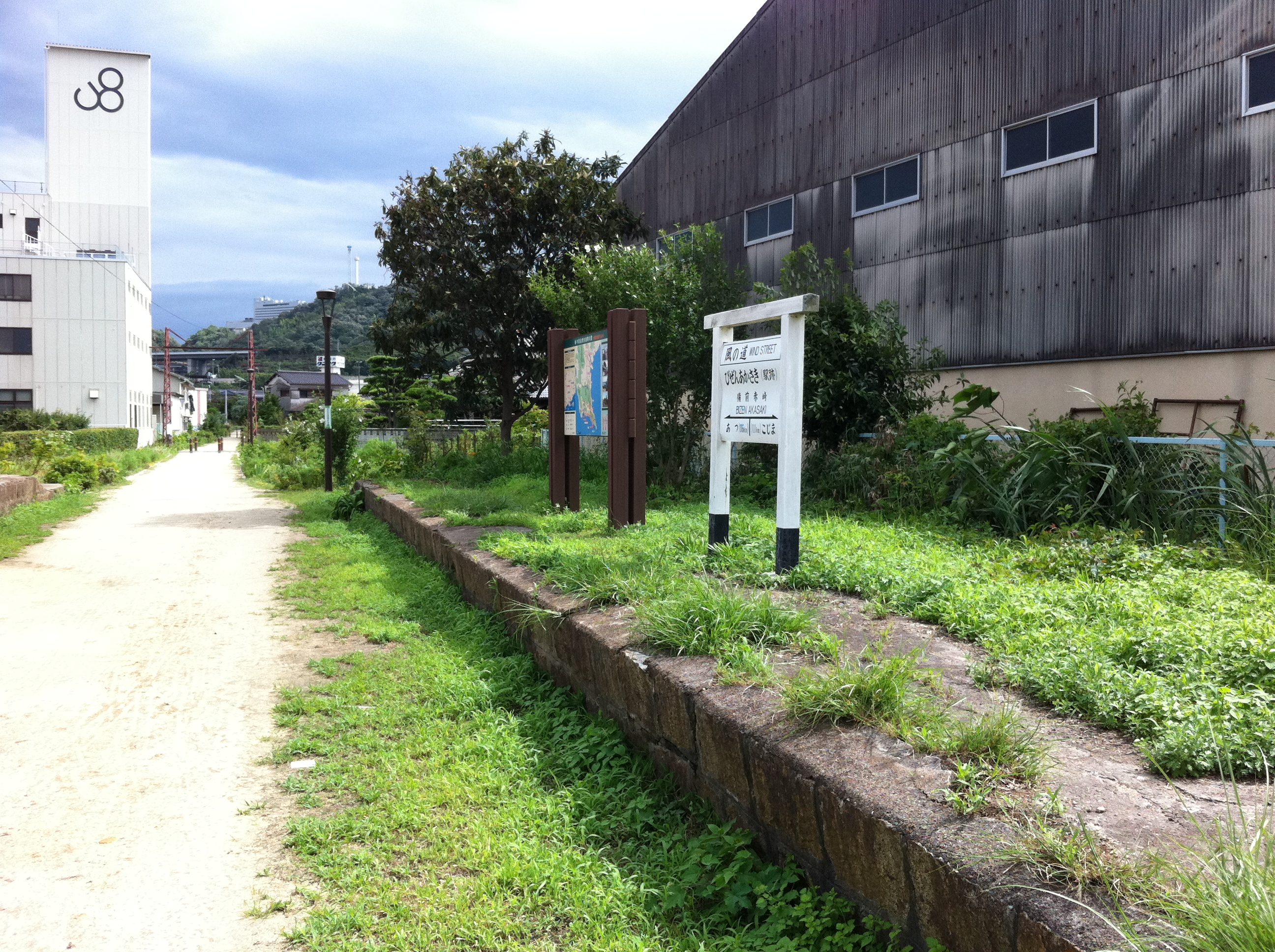
下津井方面（2011年）
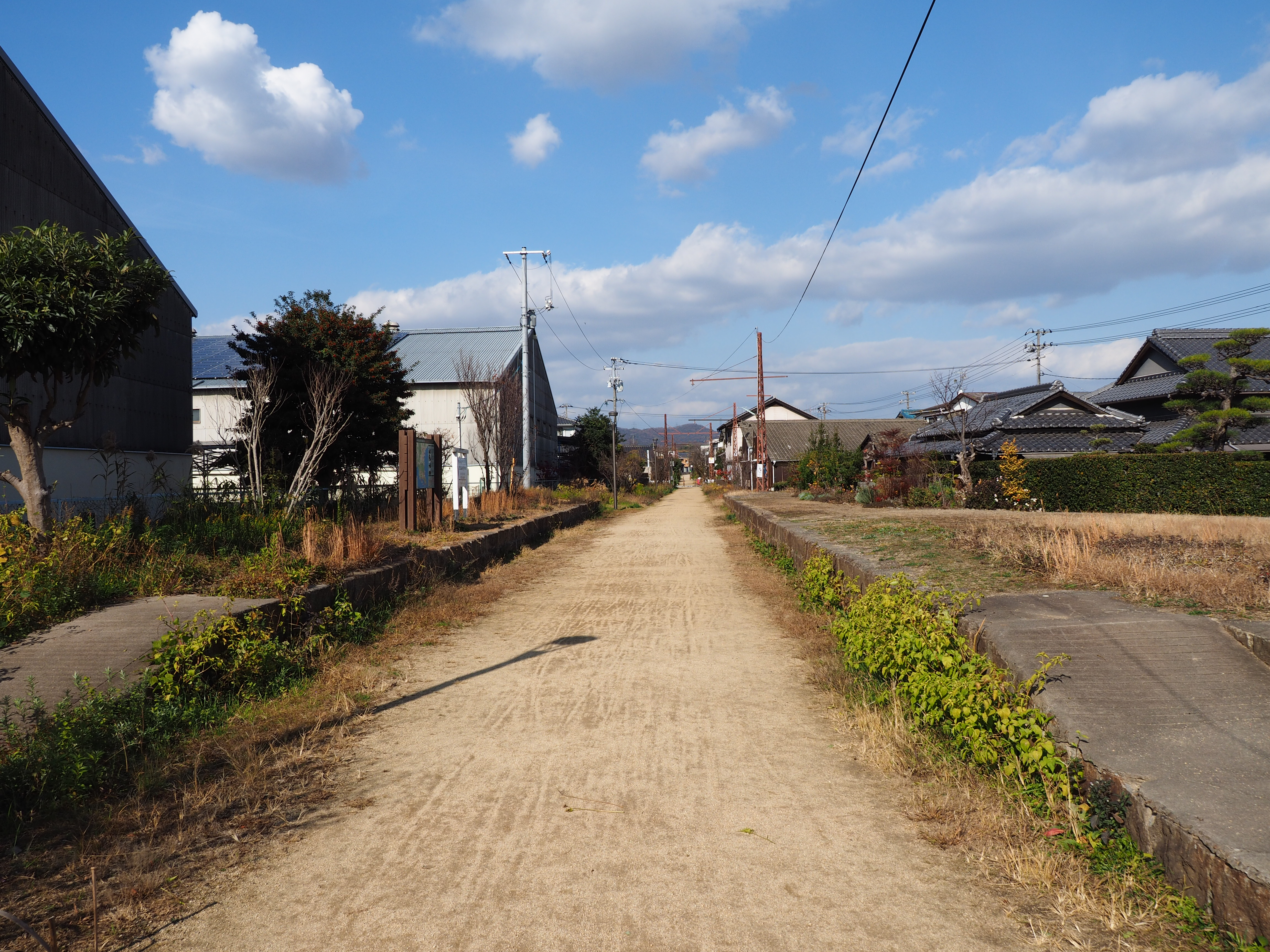
茶屋町方面（2019年）

## 隣の駅
下津井電鉄
下津井電鉄線
阿津駅 - 備前赤崎駅 - 児島駅